# Cryptocentrum hirtzii
Cryptocentrum hirtzii är en orkidéart som beskrevs av Dodson. Cryptocentrum hirtzii ingår i släktet Cryptocentrum, och familjen orkidéer.
Artens utbredningsområde är Ecuador. Inga underarter finns listade i Catalogue of Life.